# باولو كين
باولو كين (بالإيطالية: Paolo Canè)‏ مواليد 9 أبريل 1965 في بولونيا، هو لاعب كرة مضرب إيطالي سابق بدأ مسيرته كمحترف سنة 1983 وكان يلعب باليد اليمنى، اعتزل اللعب في 1997. أعلى تصنيف له في الفردي كان المركز الـ 26 في سنة 1989. سبق أن شارك في دورة الألعاب الأولمبية الصيفية.

## روابط خارجية
- باولو كين على موقع رابطة محترفي التنس (الإنجليزية)
- باولو كين على موقع الاتحاد الدولي لكرة المضرب (الإنجليزية)
- باولو كين على موقع كأس ديفيز (الإنجليزية)
- باولو كين على موقع خلاصة التنس.كوم (الإنجليزية)
- باولو كين على موقع اللجنة الأولمبية الدولية (الإنجليزية)
- باولو كين على موقع أوليمبيديا (الإنجليزية)